# 巡禮之年
巡禮之年（法語：Années de pèlerinage）又译为旅游岁月，編號 S.160，S.161，S.163，由三組鋼琴獨奏組曲組成的一套專輯，由李斯特·费伦茨（Franz Liszt）作曲。一般被認為是李斯特最傑出的作品，為李斯特音樂風格的集大成之作。第三組曲被認為特別能夠代表李斯特的晚期風格。

## 分析

### 第一年：瑞士
第一年：瑞士（Première année: Suisse），編號S.160，於1855年首次出版。其中的作品都是在1848年至1854年間創作。
《瑞士》描述與瑪麗(Marie d'Agoult)旅居日內瓦，在阿爾卑斯山地區，幸福恬靜的生活背景下的山間景色，這組小品約作於1835- 1836年間。
《瑞士》共9曲：
1.威廉·退爾禮拜堂(Chapelle de Guillaume Tell)，威廉·退爾是14世紀瑞士獨立運動的傳說性英雄，在席勒的戲劇中為知名人物。這是李斯特參觀威廉·退爾禮拜堂的體會，後半段為活潑的快板。
2.華倫城之湖(An lac de Wallenstadt)，就如平靜的湖面，表現像湖水波浪一樣的單調節奏，好幾次反復平靜的旋律。
3.田園(Pastorale)，二段形式，單純而樸實。
4.泉水邊(An bord d'une Source)，小快板主題裝飾而成的自由變奏曲。
5.狂風暴雨(Orage)，取自拜倫的傑作《夏爾德·哈洛爾德巡禮》(Child Harold's Pilgrimage)第三集中對瑞士狂風暴雨描寫的意境。
6.歐伯曼之谷(Valee d'Obermann)，《歐伯曼》是塞納庫爾(Etienne Pivert de Senancour, 1770-1846)創作的書信體作品，記錄了無神論兼禁慾主義者的作者20年代內心世界，曾與歌德的《維特》一起挑起19世紀前半葉歐洲的自殺風潮。這首小曲描述歐伯曼內心“我盼望什麼？我是什麼人？在自然裡能尋找到什麼？”
7.牧歌(Eglogue)，來自瑞士山間《牧牛之歌》的情緒。
8.思鄉病(Le mal du Pays)，表現歐伯曼在巴黎對田園生活的鄉愁，他曾對朋友們說：“我唯一死而無憾的葬身之地是阿爾卑斯山。”
9.《日內瓦之鐘》(Les cloches de Geneve)，1835年12月18日，瑪麗為李斯特生下一個女兒，李斯特第一次當父親，在平靜的湖面蕩漾的祈禱的鐘聲中，他為女兒布蘭迪的幸福而禱告。
在瑞士這個組曲中的曲目，除了狂風暴雨與牧歌這兩首曲子之外，其餘曲目（編號1，2，3，4，6，8，9）皆出自於先前的作品《旅人集》（Album d'un voyageur）。

### 第二年：義大利
第二集《意大利》（Deuxième année: Italie）表现的是意大利的艺术作品中所产生的感觉；
《意大利》作于1838-1839年，另有补遗《威尼斯与拿波里》3曲，作于1869年。1837年，李斯特带玛丽与长女布兰迪到意大利，在米兰逗留一段后，在科摩湖畔的贝尔拉乔过年，玛丽在这里生下了科西玛。然后又经威尼斯、罗马、拿波里而回维也纳，这一集描写的是对在意大利接触到的，文艺复兴时代巨匠们创作的“充满至善至美的艺术性和被十分统一的”作品印象。
《意大利》共7曲：
1.婚礼(Sposalizio)，描写对罗马教皇大厅拉斐尔的壁画名作《婚礼》的印象。
2.沉思的人(Il Pensieroso)，对梅迪契家族墓碑上，米开朗基罗所刻的“黎明”与“黄昏”两座沉思默想的人的印象。
3.罗沙的小调(Canzonetta del Salvator Rosa)，罗沙(Rosa, 1615-1667)，17世纪意大利的著名画家、诗人，罗沙亡命时所作小调，表现的是“我经常变换我的住处，但是我的希望没有变，我经常保持同一的我。”
4—6，对彼特拉克(Francesco Petrarca, 1304-1374)的十四行诗的印象。
从彼特拉克的代表作《抒情诗集》(Canzoniere)中选出3首诗，以钢琴表现。
4.47号，彼特拉克的诗原意为：“到我去世仍一直爱我的你，当你的芳名从我的嘴里迸发出来时，在对我来说是属于我的一切的你的名字上，请赐予惠赠。你的芳名永不磨灭，我的思念也将永恒不逝。”
5.104号，诗原意为：“即使乱了平静的心情，又极端地厌恶自己，我仍然在向人求助。能够救我的，我的爱人呵，只有你一人而已。”
6.123号，诗原意为：“看到了天使一样的她，我就觉得人生就像梦幻。在万籁俱寂的我的周周，窃窃细语的，只有传来温柔传言的微风而已。”
7.但丁读后感(Apres une lecture du Dante)，奏鸣曲，标题取自雨果作于1836年的诗集《内在的声音》(Les Voix interieures)，内容当然是李斯特自己读但丁的《神曲》第一部《地狱篇》的印象，表达但丁所描述的“悲叹、据傲、淫乱、憎恶、饥饿”的地狱景象。

### 补遗：威尼斯与拿波里
第二集补遗部分为《威尼斯与拿波里》(Venezia e Napoli)，作于1869年，共3曲：
1.划船女郎(Gondoliera)，根据佩鲁奇尼(Peruchini)的短歌《小船上的金发女郎》的旋律。
2.《小曲》(Canzone)，根据罗西尼歌剧《奥赛罗》中划船时唱的小曲《孤独的悲叹》的旋律。
3.塔兰泰拉舞曲 (Tarantella)，其中段的优美旋律乃科特劳(Guillame Louis Cottrau, 1797-1847)的歌曲旋律。

### 第三年（Troisième année）
第三集是自由选择题材。作于1877年左右，
共包括7曲：
1.感恩(Angelus)，为女儿科西玛与彪罗所生的丹尼尔而作。
2—3.艾斯特庄园的绿庄(Aux cypres de la Villa d'Este)。
4.艾斯特庄园的水的嬉戏(Les jeux d'eaux Villa d'Este)。
这3首作品，都是李斯特与卡罗琳为在教皇手下就任教职而入僧籍，在艾斯特定居的产物。
5.悲歌(Sunt lacrymae rerum)，这一首作于1872年，献与彪罗。
6.葬礼进行曲(Marche funebre)，是本曲集创作最早的作品，作于1867年，为纪念墨西哥国王马克西姆一世 的逝世而作。
7.净心(Sursum Corda)，作于1867年。

## 外部連結
- 《巡禮之年》第一年：国际乐谱典藏计划上的乐谱
- 《巡禮之年》第二年：国际乐谱典藏计划上的乐谱
- 《巡禮之年》第三年：国际乐谱典藏计划上的乐谱
- 《巡禮之年》補集：国际乐谱典藏计划上的乐谱